# Parembia valida
Parembia valida is een insectensoort uit de familie Embiidae, die tot de orde webspinners (Embioptera) behoort. De soort komt voor in India.
Parembia valida is voor het eerst wetenschappelijk beschreven door Hagen in 1885.